# Txindoki
Le mont Txindoki (basque : tʃinˈdoki), aussi appelé Larrunarri ou Ñañarri (espagnol : ɲa'ɲari) est une montagne du massif d'Aralar, sur la commune basque d'Amezketa, entre les provinces du Guipuscoa et de Navarre (Espagne), située à 1 342 mètres d'altitude.

## Toponymie
Avant le XXe siècle, le sommet est connu, dans la comarque, sous le nom de Larrunarri ou Larrunari, et sa contraction Ñañarri. Durant la seconde moitié du XXe siècle ce nom est remplacé par celui de Txindoki, qui provient d'une cabane (basque : txabola) de berger, qui se trouve au pied du sommet, à l'est, sur la commune d'Amezketa.

## Géographie

### Situation, topographie
Le Txindoki se trouve à l'extrémité occidentale du massif d'Aralar. Il domine, au sud, la ville d'Amezketa, dont de nombreuses fermes parsèment ses pentes. Il a une altitude de 1 342 mètres et une hauteur de culminance de 198 mètres. Visible de nombreux endroits du Pays basque, c'est le point de référence[Quoi ?] du massif d'Aralar.
La masse calcaire s'élève de 1 000 mètres au-dessus du sanctuaire de Larraitz, qui est à 401 mètres d'altitude. De celui-ci, on voit la paroi et les pentes recouvertes de forêt indigène. La partie la plus sauvage est constituée par la vallée de Muitze et les pentes raides au nord. Les versants nord et sud sont clairement délimités par une arête calcaire, orientée est-ouest, sur laquelle se trouve le sommet. Elle est presque entièrement constituée de roc nu. Les pentes escarpées des deux côtés sont populaires auprès des grimpeurs amateurs.
Le terrain calcaire se manifeste par de nombreux éboulis de roches. Le paysage prend l'apparence typique des zones karstiques, avec de nombreux petits bâtiments, cachés dans les dépressions, parmi quelques arbres, où vivent habituellement les éleveurs de moutons, pendant la saison où ils gardent leurs troupeaux dans les champs d'Aralar.
Du sommet, on peut voir les montagnes du massif d'Aralar, de l'ouest de la Navarre, de l'est de la Biscaye et du Guipuscoa et les comarques de Goierri et Tolosaldea. Par temps très clair, il est possible d'observer la mer Cantabrique et les sommets enneigés des Pyrénées occidentales.

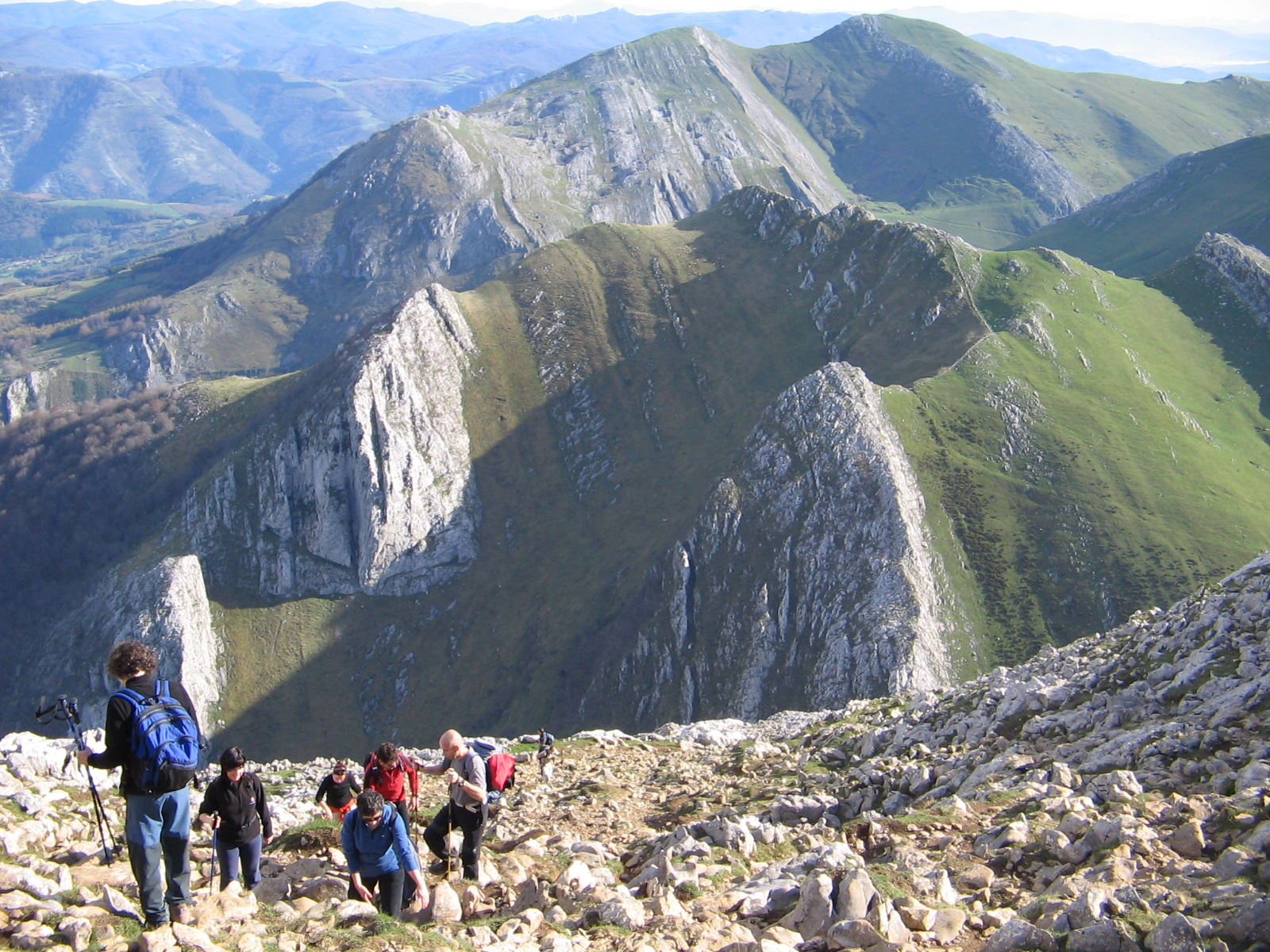
Le mont Larraone, vu du sommet du Txindoki, vers l'est.
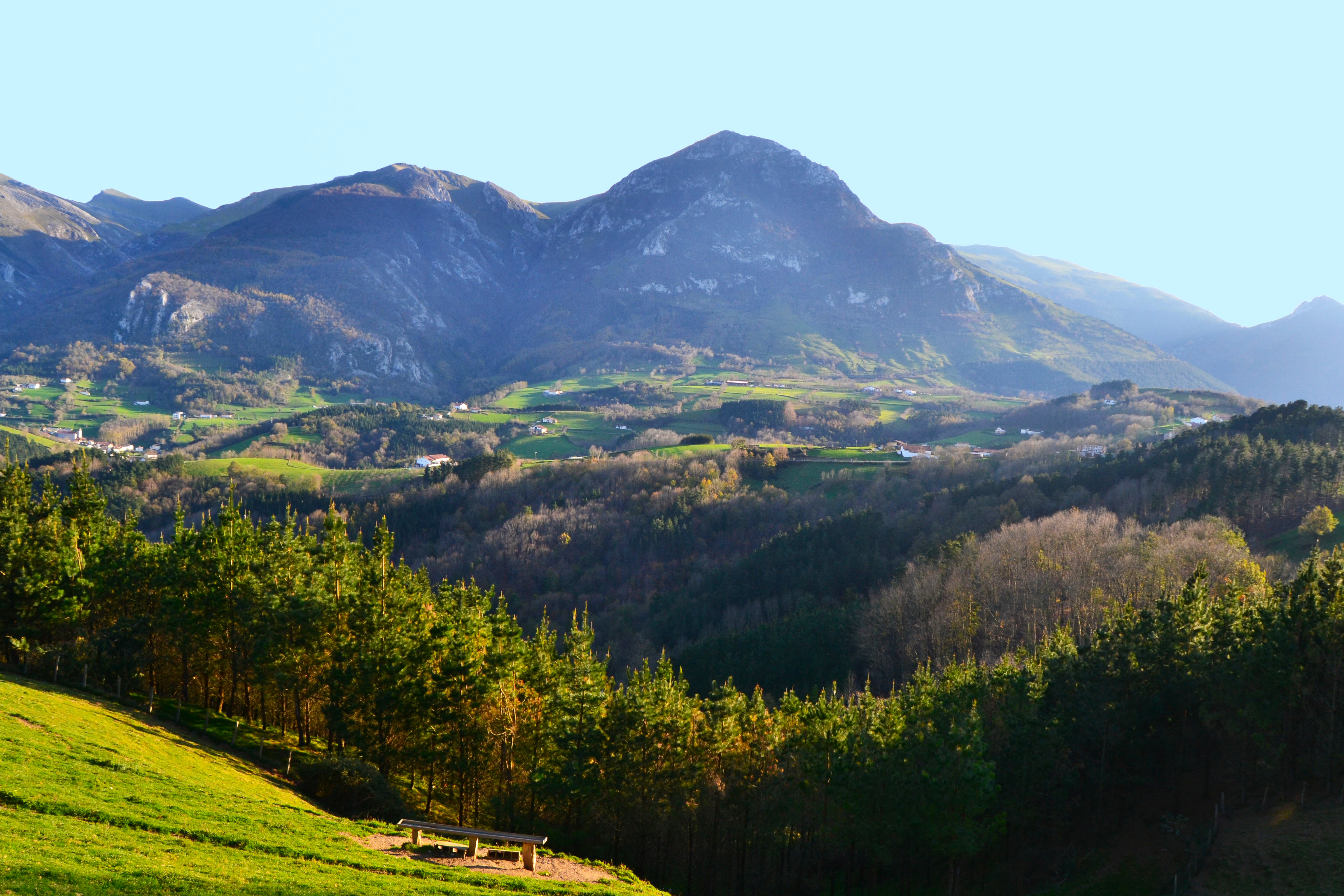
La silhouette de la montagne, vue de la route d'Abaltzisketa à Orendain.
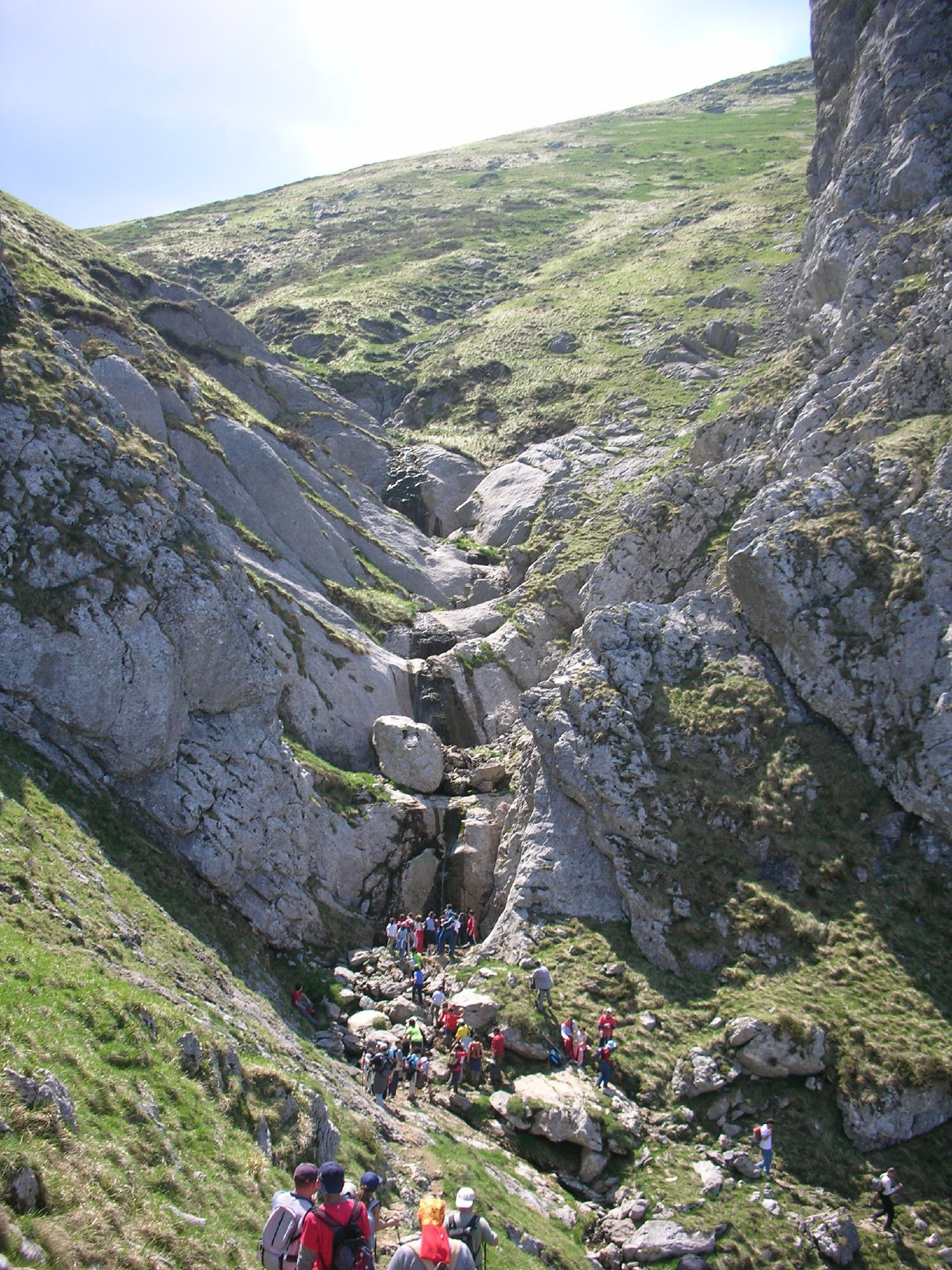
Le ruisseau de Muitze.

### Faune et flore
Sous le Txindoki, les prairies accueillent des élevages de moutons. Les alpages sont fréquentés par les vaches et les pottoks.
Les sangliers et chevreuils abondent, mais sont difficiles à voir. Un loup a même été signalé. Les vautours et les corbeaux sont les oiseaux les plus abondants, avec d'autres rapaces.

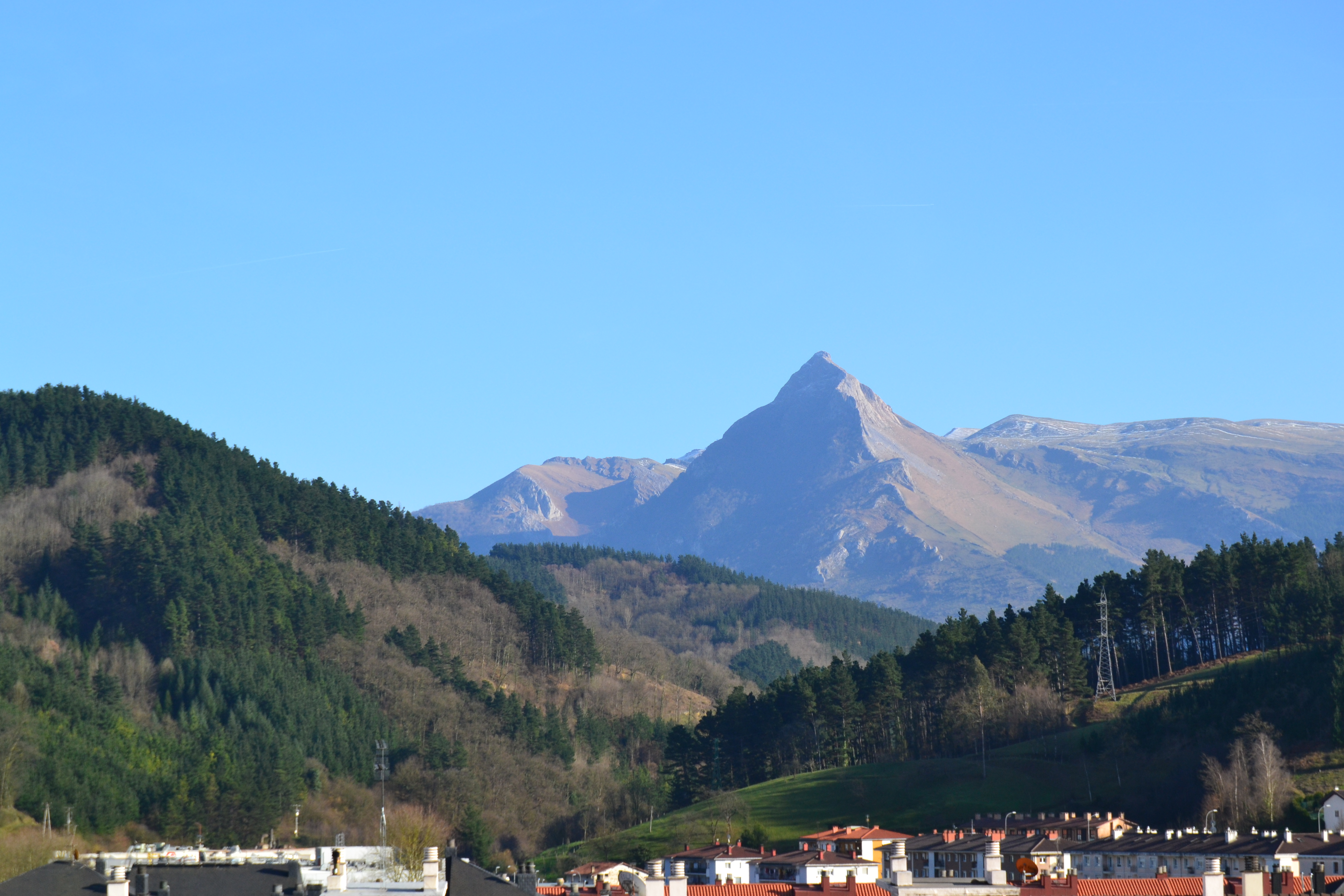
Le Txindoki, vu d'Ordizia.

Les pentes inférieures du Txindoki sont couvertes de forêts de feuillus. La végétation est composée des arbres caractéristiques de la latitude de la mer Cantabrique : chênes, hêtres et aubépines monogynes, sans oublier les espèces étrangères, telles que le pin de Monterey. Lorsqu'on monte, la forêt cède la place à des pâturages. Comme pour la plupart des montagnes de l'Aralar, du côté du Guipuscoa, la partie supérieure est dépourvue de végétation.
Parmi les plantes que l'on peut rencontrer figurent le crocus d'automne, le chardon bleu, la brunelle, l'épiaireofficinale, la bruyère vagabonde, le cirse des marais, l'ajonc, le serpolet, la daboécie des monts Cantabres, la carline acaule, le séneçon de Jacob et le lis des Pyrénées .

## Histoire
Les environs du Larrunarri abritent de nombreux monuments mégalithiques, qui témoignent de l'occupation de la terre depuis la Préhistoire. Les dolmens, menhirs et tumulus parsèment les prairies d'Aralar, rappelant que, dans le passé, il y avait des gens qui pratiquaient la chasse et le pâturage dans ces mêmes prairies où le pâturage des moutons se poursuit aujourd'hui.
Le sanctuaire catholique de Notre-Dame des Remèdes, à Larraitz (Guipuscoa), très vénéré par les habitants de la région environnante, se trouve au pied du Txindoki. Les pouvoirs de la Mari pré-chrétienne sont passés à la Vierge plus orthodoxe, à qui on attribue toutes sortes de réalisations qui, pour beaucoup de ses adeptes, sont des miracles.
La chapelle est un simple édifice en maçonnerie, contenant une image de la Vierge datant du XIVe siècle. Une autre représentation de cette même Vierge, du XIIe siècle, se trouve dans l'église paroissiale d'Abaltzisketa.

## Activités

### Randonnée et alpinisme

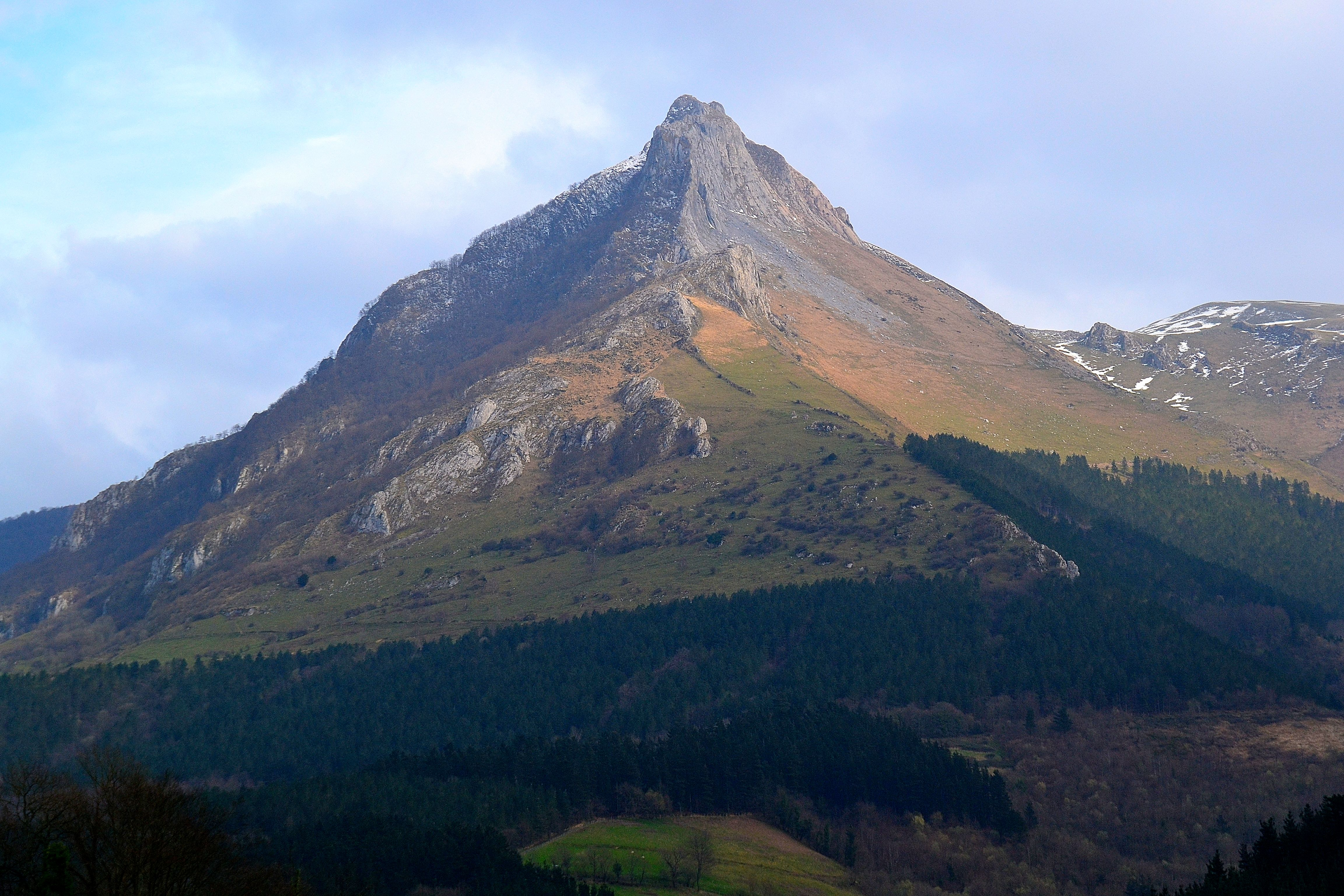
L'arête, vue de profil.

Certains appellent le Txindoki le Cervin basque ou Cervin d'Aralar, par exagération de ses caractéristiques. Bien que ce ne soit pas la montagne la plus haute du Guipuscoa, c'est une des plus connues et photographiées du Pays basque, à cause de son profil pyramidal particulier, devenu le symbole de la vallée de Goierri.
C'est la première montagne qu'ait gravie, enfant, l'alpiniste Edurne Pasaban, accompagnée de ses parents. Elle continue de s'y entraîner. Le pic aigu et la crête calcaire sont fréquentés par les grimpeurs et les amateurs d'escalade. C'est une des montagnes les plus populaires chez les alpinistes du Guipuscoa et elle enregistre de nombreuses ascensions tout au long de l'année. Sa popularité égale celle des monts Aiako Harria, Aizkorri, Ernio ou Adarra. Les dimanches ensoleillés de printemps ou d'été, le sommet est pris d'assaut par la foule.

#### Accès
Les voies partent du parking de Larraitz, qui peut être atteint, en automobile, à partir de Zaldibia, d'Abaltzisketa ou d'Amezketa. De Tolosa, on emprunte, à la sortie no 431 Alegia de l'autoroute N-1, la petite route GI-3670. À Abaltzisketa, on tourne à gauche, sur la GI-2133, pour atteindre Larraitz en 15 minutes environ.
En venant de Saint-Sébastien et Goierri, on peut gagner Larraitz en prenant la GI-2133, à partir de la sortie Ordizia de l'autoroute N-1 (E-05 E-80) et en passant par Zaldibia. La durée du parcours est la même.
Larraitz, située à 401 mètres (945 mètres sous le sommet), possède une grande aire de pique-nique et le parking de Zamao, avec quelques cafés-restaurants (anciennes fermes) et un ermitage (XVIIe siècle), entouré par des champs en pente douce.

#### Randonnée

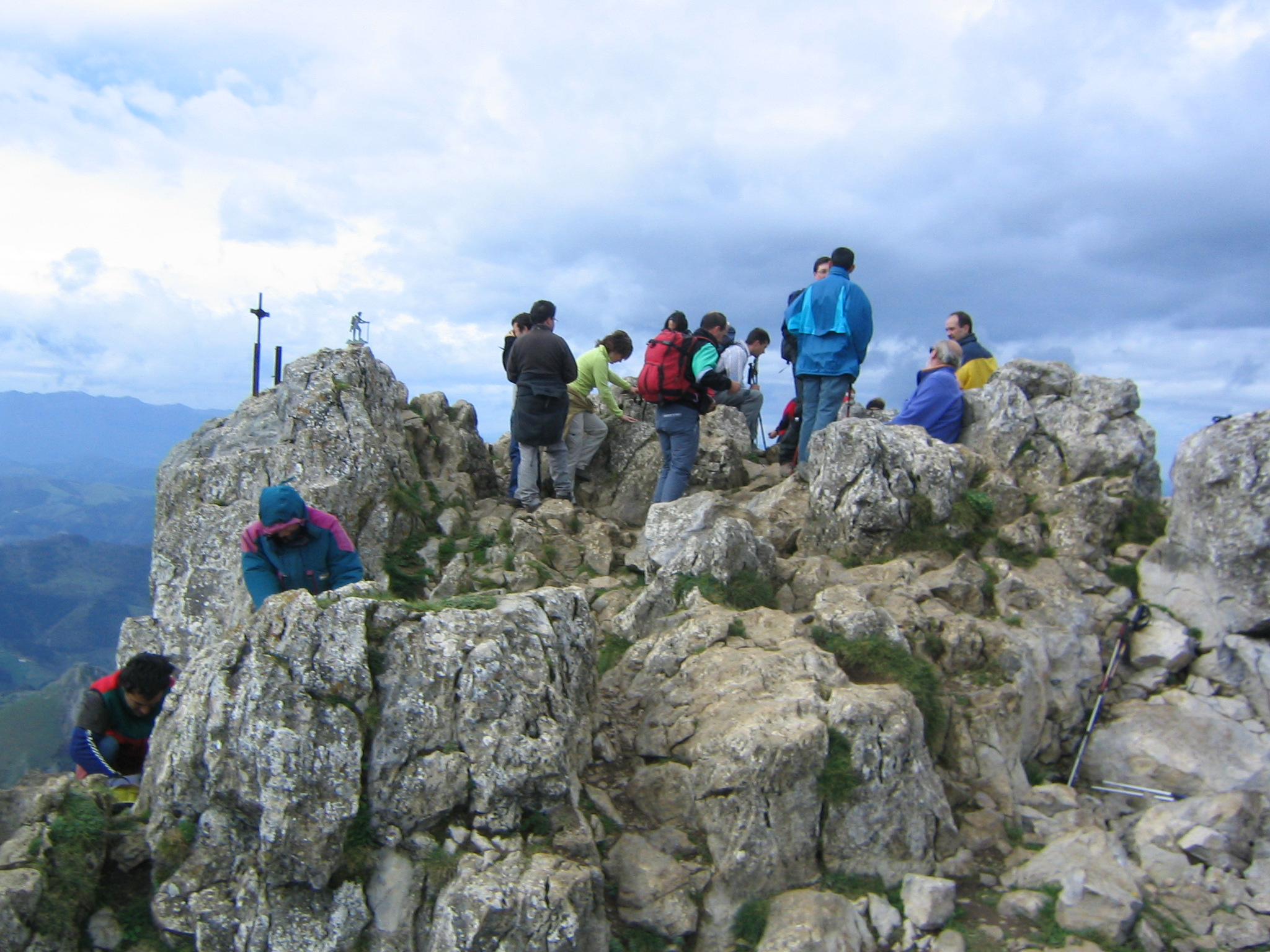
Le sommet.

La voie normale part de Larraitz (espagnol : la'raits) et passe par le col d'Egurra. Il existe des variantes à cette voie, dont la crête (espagnol : la arista), soit par l'arête, soit par le pied. Les voies d'escalade sont à l'ouest.

### Compétitions
La course en montagne Goierriko2Handiak, qui part de Beasain, passe par la cime du Txindoki, au kilomètre 23. L'épreuve propose un parcours de 88 kilomètres et un dénivelé positif de 6 000 mètres.
La Txindoki Bertikala est une course à pied de 3,878 kilomètres de longueur, avec 931 mètres de dénivelé, au départ d'Abaltzisketa, organisée depuis 2010,.
| Année | Date    | Participants |
| 2010  |         |              |
| 2011  | 19 juin |              |
| 2012  | 17 juin | 200          |

Le record du nombre d'ascensions en 24 heures est détenu (2012) par Patxi Caminos, qui en a effectué douze.

### Fêtes traditionnelles

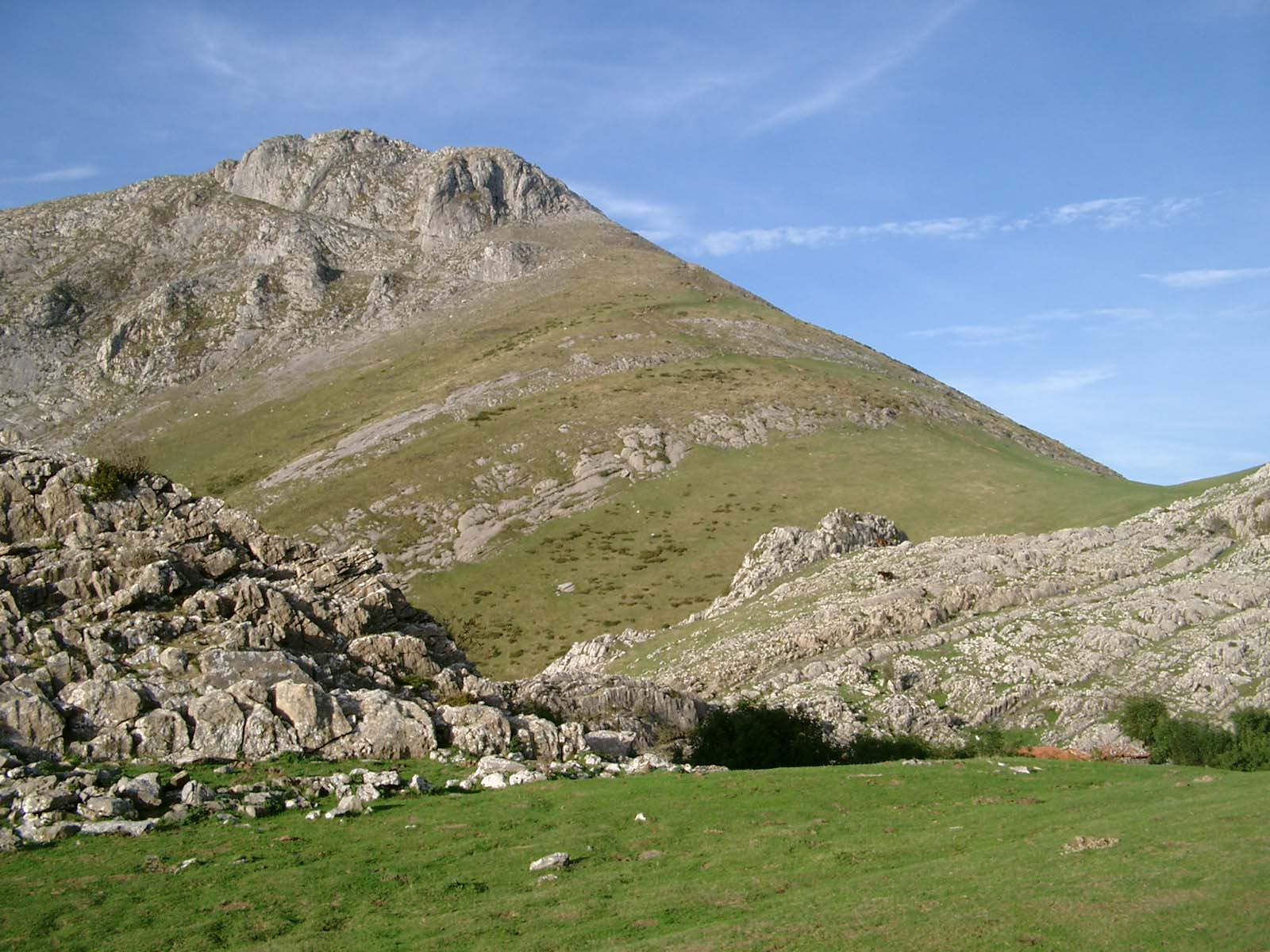
Le Txindoki, vu du col d'Egurral.

Chaque année, le 1er mai, les troupeaux de bétail sont rassemblés à Larraitz, avant d'être emmenés aux prairies d'altitude, jusqu'en octobre. La réunion a lieu dans un environnement festif, avec un nombreux public, de la musique traditionnelle (trikitixa), qui anime l'ambiance, et des stands présentant des produits du milieu rural, comme le cidre et le fromage, ainsi que des produits artisanaux. En 2008, 18 000 moutons, 650 juments et 700 vaches ont participé à l'estive d'Aralar.
Le 29 juin, jour de la Saint-Pierre, une grande fête populaire et religieuse a lieu à l'ermitage (un rassemblement appelé erromeria en basque).

### Protection environnementale
Le Txindoki fait partie du parc naturel du massif d'Aralar. Pourtant, son sommet est parsemé de déchets : papiers, pelures, tessons, etc.

## Culture populaire
La légende dit que la déesse Mari, appartenant au panthéon basque, a une de ses résidences au sommet du Txindoki, qu'elle occupe en alternance avec d'autres montagnes, comme l'Anboto, l'Oiz, le Mondarrain ou l'Aketegi. Ces autres sommets sont tous visibles du Txindoki. La déesse est parfois appelée la Dame du Txindoki. Selon la légende, ce serait une fille de ferme d'Amezketa, qui aurait été maudite par sa mère. Elle se serait installée sur le Txindoki, pour y vivre de façon permanente avec les démons de l'abîme.

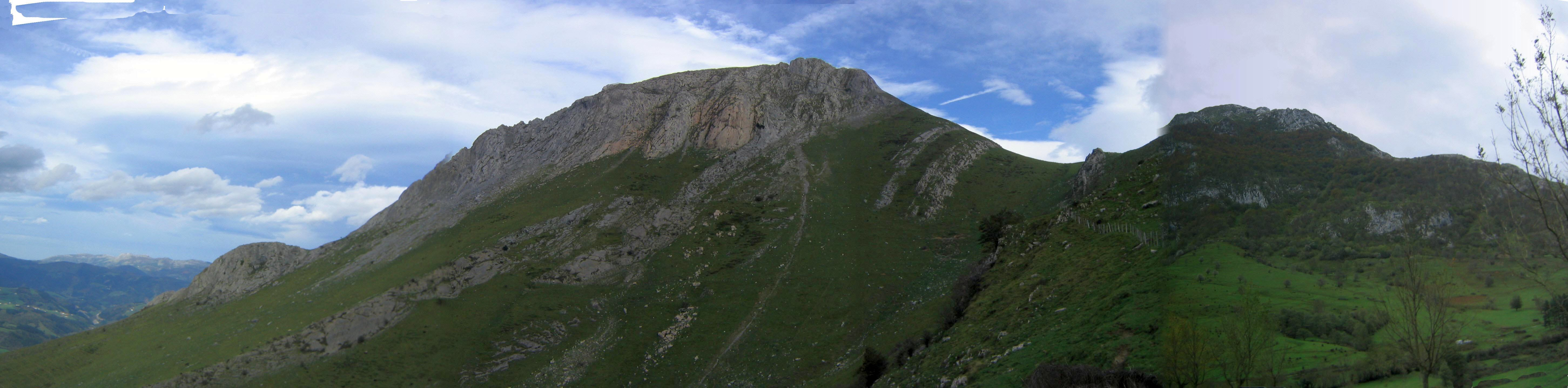
Le Txindoki et sa crête.